# Петтус (Техас)
Петтус (англ. Pettus) — переписна місцевість (CDP) в США, в окрузі Бі штату Техас. Населення — 449 осіб (2020).

## Географія
Петтус розташований за координатами 28°36′56″ пн. ш. 97°48′44″ зх. д. / 28.61556° пн. ш. 97.81222° зх. д. (28.615594, -97.812093).  За даними Бюро перепису населення США в 2010 році переписна місцевість мала площу 15,09 км², уся площа — суходіл.

## Демографія
Згідно з переписом 2010 року, у переписній місцевості мешкало 558 осіб у 206 домогосподарствах у складі 148 родин. Густота населення становила 37 осіб/км².  Було 234 помешкання (16/км²).
Расовий склад населення:
| - 78,5 % — білих - 2,7 % — корінних американців - 0,5 % — чорних або афроамериканців - 0,2 % — азіатів - 15,1 % — осіб інших рас |

До двох чи більше рас належало 3,0 %. Частка іспаномовних становила 51,6 % від усіх жителів.
За віковим діапазоном населення розподілялося таким чином: 30,3 % — особи молодші 18 років, 53,8 % — особи у віці 18—64 років, 15,9 % — особи у віці 65 років та старші. Медіана віку мешканця становила 37,0 року. На 100 осіб жіночої статі у переписній місцевості припадало 84,2 чоловіків;  на 100 жінок у віці від 18 років та старших — 79,3 чоловіків також старших 18 років.
Середній дохід на одне домашнє господарство  становив 69 415 доларів США (медіана — 58 750), а середній дохід на одну сім'ю — 64 378 доларів (медіана — 46 905). Медіана доходів становила 45 500 доларів для чоловіків та 17 857 доларів для жінок. За межею бідності перебувало 15,4 % осіб, у тому числі 35,5 % дітей у віці до 18 років та 0,0 % осіб у віці 65 років та старших.
Цивільне працевлаштоване населення становило 264 особи. Основні галузі зайнятості: сільське господарство, лісництво, риболовля — 39,4 %, виробництво — 17,0 %, транспорт — 10,6 %, освіта, охорона здоров'я та соціальна допомога — 8,7 %.